# Дмитренківська сільська рада
| Дмитренківська сільська рада — колишній орган місцевого самоврядування у Богуславському районі Київської області з адміністративним центром у с. Дмитренки. Водоймища на території, підпорядкованій даній раді: Реп'яшка, Хоробра. Сільській раді були підпорядковані населені пункти: - с. Дмитренки - с. Гута - с. Коряківка |

## Склад ради
Рада складалася з 12 депутатів та голови.

### Керівний склад ради
| ПІБ                           | Основні відомості                                                                  | Дата обрання | Дата звільнення |
| ----------------------------- | ---------------------------------------------------------------------------------- | ------------ | --------------- |
| Олексієнко Володимир Петрович | Сільський голова, 1967 року народження, освіта, член Соціалістичної партії України | 26.03.2006   | 31.10.2010      |
| Олексієнко Володимир Петрович | Сільський голова, 1967 року народження, освіта вища, безпартійний                  | 31.10.2010   |                 |

Примітка: таблиця складена за даними джерела